# Xã Buffalo, Quận Wright, Minnesota
Xã Buffalo (tiếng Anh: Buffalo Township) là một xã thuộc quận Wright, tiểu bang Minnesota, Hoa Kỳ. Năm 2010, dân số của xã này là 1.804 người.